# Pancéřový křižník

Schéma pancéřování (červená) u pancéřových křižníků: kombinace ochrany boků a pancéřové paluby. Uhelné bunkry nad pancéřovou palubou představovaly dodatečnou ochranu

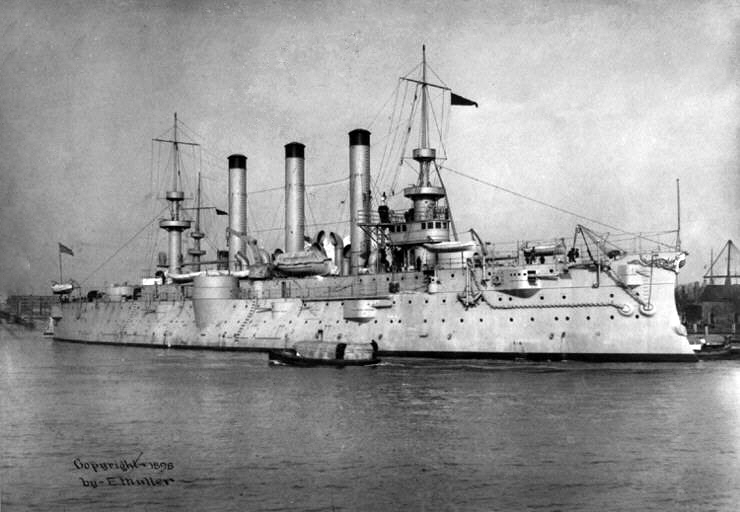
Americký křižník Brooklyn (1898)

Pancéřový křižník byl typ válečné lodě stavěný koncem 19. století a v prvním desetiletí 20. století. Jejich vývoj začal ve Francii, později s jejich stavbou začalo Rusko, Anglie, Německo, Japonsko, USA i Rakousko-Uhersko. Šlo o lodě s dlouhým dosahem, menší a slaběji vyzbrojené, ale rychlejší než soudobé bitevní lodě. Jejich hlavním úkolem bylo napadat obchodní lodě nepřítele. Znakem pancéřového křižníku je jeho pancéřová ochrana, měly jak pancéřový pás na boku, tak klenutou pancéřovou palubu. Tím se lišily od chráněných křižníků, které měly jen pancéřovou palubu.
Pancéřové křižníky byly dost rozmanitou skupinou lodí, jejich výtlak se pohyboval mezi 4 000 až 16 000 tunami. Většina však byla v rozmezí 8 000 až 14 000 t. Rychlost se pohybovala mezi 19 až 23 uzly, lze obecně říci, že čím novější křižník, tím vyšší rychlost. Poslední loď tohoto typu, SMS Blücher, dosahovala dokonce rychlosti 25,5 uzlu.
Výzbroj obvykle sestávala z několika těžkých děl ráže 194–254 mm, nejčastěji dvě až čtyři umístěné ve dvou dělových věžích, jedna na přídi, jedna na zádi. Tato děla bývala doplněna řadou středních děl, 8–16 kusů, nejčastěji ráže 152 mm. Samozřejmě existovaly výjimky, britská třída Monmouth nenesla žádná těžká děla, jen 14 středních ráže 152 mm. Naopak lodě stavěné po Rusko-japonské válce měly silnější výzbroj, buď větší počet těžkých děl, nebo sekundární výzbroj větší ráže. Tato výzbroj pak byla doplněna torpédomety a množstvím lehkých děl. Pancéřování bylo rovněž různorodé, síla pancéřování boků se na různých lodích pohybovala mezi 76–254 mm, obvykle však mezi 150–203 mm. Pancéřové paluby pak měly tloušťku 38–152 mm, nejčastěji však 76 mm.
Do dnešních dnů zůstal zachován pouze řecký Georgios Averof.